# Neusa Amato
Neusa Amato (* 29. August 1926 in Campos dos Goytacazes, Brasilien; † 2. Mai 2015 in Rio de Janeiro, Brasilien) war eine brasilianische Physikerin. Sie gehörte zur ersten Generation von Physikern in Brasilien und war die vierte Brasilianerin, die 1945 einen Bachelor-Abschluss in Physik erlangte. Sie leistete wichtige Beiträge zum Verständnis der kosmischen Strahlung.

## Leben und Werk
Amato war die Tochter von Salim Margem und Sumaia Faquer, beide libanesischer Herkunft. Sie besuchte das Gymnasium am Colégio Rivadavia Correa, wo sie wie Elisa Frota-Pessoa auch Schülerin des Physiklehrers Plínio Süssekind da Rocha war. Dieser ermutigte sie, die Aufnahmeprüfung für den Physikkurs an der Nationalen Fakultät für Philosophie (FNFi) der Universität Brasilien abzulegen. Neusa bestand die Aufnahmeprüfung und schloss 1945 ihr Physikstudium ab.
Anschließend arbeitete sie als Physiklehrerin an den Laborschulen Colégio Assunção und am Colégio de Aplicação der Universität Brasilien. 1949 lud der Physiker César Lattes sie ein, am neu gegründeten brasilianischen Zentrum für physikalische Forschung Centro Brasileiro de Pesquisas Físicas (CBPF) zusammen mit Frota Pessoa unter Beteiligung von Lattes und den Pionieren der brasilianischen Physik, wie José Leite Lopes und Jayme Tiomno zu arbeiten. Sie begann 1950 als ehrenamtliche Forscherin und unterrichtete weiterhin an weiterführenden Schulen, bis sie 1951 fest eingestellt wurde.
Sie veröffentlichte 1950 mit Frota-Pessoa ihren ersten CBPF-Forschungsartikel: Sobre a desintegração do méson pesado positivo in der Zeitschrift Anais da Academia Brasileira de Ciências (Annalen der Brasilianischen Akademie der Wissenschaften). In diesem Projekt analysierten sie Fotoplatten, die Lattes aus den USA mitgebracht hatte und die den Weg des Pi-Mesons aufzeichneten, eines Teilchens, das er mitentdeckt und dessen Nachweisbarkeit in der ersten Generation von Teilchenbeschleunigern nachgewiesen hatte. Ihre Veröffentlichung fand große Resonanz, da sie zum ersten Mal Ergebnisse lieferte, die die V-A-Theorie der schwachen Wechselwirkung experimentell stützten. Zusammen mit Mario B. Aragão e Pessôa veröffentlichte sie 1953 die erste Arbeit, deren Autoren als Mitglieder der CBPF unterzeichneten: A new radioactive method for marking mosquitoes.
1967 begann die brasilianisch-japanische Zusammenarbeit, die von Lattes und dem Physiker Hideki Yukawa begründet wurde, um die Wechselwirkungen der kosmischen Strahlung mithilfe von Kernemulsionen zu untersuchen, die auf dem Berg Chacaltaya in Bolivien freigelegt wurden. Neusa forschte bis zu ihrer Pensionierung an der Detektion hochenergetischer kosmischer Strahlung. Sie war viele Jahre lang für die Instandhaltung des CBPF-Kernemulsionslabors und für die Zusammenarbeit zwischen Brasilien und Japan in Rio de Janeiro verantwortlich.
Von 1966 bis zu ihrer Pensionierung 1996 arbeitete Neusa an der Entdeckung hochenergetischer kosmischer Strahlung und veröffentlichte 116 Arbeiten. 1996 wurde sie bei Lattes mit der Dissertation: Observações Sobre Interações Nucleares Produzidas por Raios Cósmicos de Energia {\displaystyle \sum E_{\gamma }>10^{12}\,\mathrm {eV} } Detectadas em Câmaras de Emulsão em Chacaltaya promoviert.
Sie war mit Gaetano Amato verheiratet und hatte zwei Kinder. Ihre Tochter Sandra Amato wurde ebenfalls Physikerin und Professorin an der Universidade Federal do Rio de Janeiro.
Neusa starb 2015 im Alter von 88 Jahren.

## Ehrung
2022 wurde sie zur Schirmherrin der libanesisch-brasilianischen Akademie der Literatur, Künste und Wissenschaften ernannt.